# Superman: Kryptons letzter Sohn
Superman: Kryptons letzter Sohn (orig. Superman – Last Son oder auch Superman – Last Son of Krypton) ist ein Superman-Special, das 2006/2007 von Geoff Johns unter Leitung von Richard Donner verfasst und von Adam Kubert illustriert und 2013 auf Deutsch von Panini veröffentlicht wurde. Der Comic darf nicht mit dem 1978 von Elliot S. Maggin verfassten gleichnamigen Roman verwechselt werden.

## Handlung
Nach einem Gespräch mit dem Hologram Jor-Els fängt Superman eine Kapsel auf, die auf die Stadt zufliegt. In der Kapsel befindet sich ein Junge. Nach einigen Tests erkennt das Militär, dass dieser Junge kryptonischen Ursprungs ist und will ihn unter Beobachtung halten. Daraufhin entführt Superman den Jungen. Als Clark bringt er ihn zu seinen Adoptiveltern, den Kents, die ihm und Lois raten, den Jungen als ihr eigenes Kind großzuziehen. Sie stimmen zu und nennen den Jungen Christopher.
Kurz darauf landen weitere Kapseln auf der Erde, denen der rachsüchtige General Zod sowie seine Handlanger Ursa und Non entsteigen. Sie finden Supermans Festung der Einsamkeit und bauen eine Maschine, um ihre Anhänger aus der Phantomzone auf die Erde zu bringen. Danach fliegen sie in die Stadt, um Christopher zu finden. Es stellt sich dabei heraus, dass er der Sohn von Zod und Ursa ist und eigentlich Lor-Zod heißt. Superman stellt sich den Kryptoniern, wird aber überwältigt und durch die Maschine in die Phantomzone gesaugt.
Zods Anhänger kommen nach Metropolis, um die Stadt zu übernehmen. Mit Hilfe seines Freundes Mon-El kann Superman jedoch zurückkehren. Er sieht ein, dass er die Hilfe von Lex Luthor benötigt, um Zod zu besiegen. Luthor aber sieht nun seine Chance gekommen, der Welt das wahre Gesicht der Kryptonier zu zeigen und bildet die „Superman Revenge Squad“ bestehend aus Bizarro, Metallo und dem Parasiten. Während des Kampfes schafft Superman es, die Kryptonier mit der Maschine, die Luthor umgepolt hat, wieder in die Phantomzone zu sperren. Als der Zugang der Maschine blockiert wird, entschließt sich Christopher, sich zu opfern, um sie zu schließen. Somit kommt auch er in diese Zone, worauf Lois und Clark einen schweren Verlust hinnehmen müssen. Luthor wird erneut inhaftiert und erfährt aus der Zeitung, dass die Welt Christopher Kent als Helden feiert, während er selbst nicht erwähnt wird.

## Ausgaben (Auswahl)
- Erstveröffentlichung in Action Comics Nr. 844–846, 851, 866–870, Action Annual 11, Superman: New Krypton Special 1.
- Geoff Johns, Richard Donner, Adam Kubert: Superman : last son. DC Comics, New York 2007.
- Geoff Johns, Richard Donner, Adam Kubert: Superman : last son. DC Comics, New York 2008, ISBN 978-1-40121-343-5.
- Geoff Johns, Richard Donner, Adam Kubert, Gary Frank, Jon Sibal, Dave Stewart: Superman : last son of Krypton. DC Comics, Diamond [Distributor], London 2013, ISBN 978-1-4012-3779-0.
- Geoff Johns, Richard Donner, Adam Kubert: Superman: Kryptons letzter Sohn. Übersetzt von Christian Heiß, Panini, Stuttgart 2013, ISBN 978-3-86201-627-3.